# Kobieta w czasach wypraw krzyżowych
Kobieta w czasach wypraw krzyżowych (fr. La femme au temps des croisades) – książka francuskiej mediewistki Régine Pernoud. Wydana po raz pierwszy w 1990, w Polsce ukazała się w 1995.
Opisuje losy kobiet w dobie wypraw krzyżowych, skupiając się głównie na przedstawicielkach rodzin królewskich (jak np. Melisanda, Izabela, Blanka Kastylijska).